# Копљаници
Копљаници (енгл. Pikemen) су били доминантна врста тешке пешадије (у оклопу) наоружане хладним оружјем у западној и средњој Европи у периоду од 15. до краја 17. века. Пешадија 16. и 17. била је наоружана копљима и пушкама (енгл. pike and musket). По енглеском војном приручнику из 1625. високи војници наоружавани су копљима, а снажни и плећати мускетама (због тежине оружја), при чему је однос копљаника и мускетара био 1:2.

## Опрема
По препорукама енглеског краљевског Савета (енгл. Privy Council) из 1638. (енгл. Instructions for Musters), опрема копљаника састојала се од оклопа, копља дугог 15-16 стопа (око 4.5-4.8 м) без врха и кратког мача. Оклоп се састојао од шлема (типа морион), челичног оковратника (енгл. gorget) и челичног прсника са оклопом за бутине (енгл. cuirass with tassets). Оклоп се обавезно мазао црном бојом, како би се сачувао од рђе. Примера ради, на смотри из 1628. само један од 12 копљаника окружне милиције из Ладлова имао је комплетан оклоп, 1639 . имала су га четворица, а 1640. десеторица.